# Gilbert River (Golf von Carpentaria)
Der Gilbert River ist ein Fluss im Norden des australischen Bundesstaates Queensland. Zusammen mit seinem längsten Nebenfluss, dem Einasleigh River, bildet er das Flusssystem Gilbert-Einasleigh River.

## Name
Entdeckt wurde der Fluss Ende 1844 von dem preußischen Entdeckungsreisenden Ludwig Leichhardt. Er benannte ihn im Verlauf seiner ersten Australienexpedition von 1844 bis 1845 nach einem britischen Expeditionsmitglied, dem Naturforscher John Gilbert. Gilbert kam am 28. Juni 1845 durch einen Angriff von Aborigines ums Leben.

## Geografie

### Flusslauf
Der Fluss entspringt in der Gilbert Range in den Atherton Tablelands, einem Teilgebirge der Great Dividing Range. Von dort fließt der Gilbert River zunächst nach Südwesten, um dann bei Perryvale eine nordöstliche Richtung einzuschlagen. Er unterquert den Savannah Way (auch Gulf Developmental Road) etwa 50 Kilometer westlich von Georgetown und die Burke Developmental Road rund 90 Kilometer nordöstlich von Normanton. Ungefähr 50 bis 100 Kilometer nordöstlich von Karumba münden der Gilbert River und sein Flussarm, der Smithburne River, in einem weitläufigen Delta in den Golf von Carpentaria.
Zu Beginn seines Laufes versickert er auf einer Länge von 200 Kilometer immer wieder, um erst mehrere Kilometer später wieder zu Tage zu treten. Die Abflussmenge des Gilbert River schwankt sowohl saisonal als auch jahresweise sehr stark.

### Nebenflüsse mit Mündungshöhen
- Styx River – 624 m
- Anning Creek – 570 m
- Gorge Creek – 556 m
- Granite Creek – 484 m
- Six Mile Creek – 459 m
- Twelve Mile Creek – 436 m
- Conglomerate Creek – 424 m
- Percy River – 397 m
- Dead Horse Creek – 387 m
- Fish Hole Creek – 367 m
- The Dutchman Creek – 348 m
- Dinner Camp Creek – 348 m
- Blackfellow Creek – 338 m
- Rocky Creek – 338 m
- Bottom Dutchmans Creek – 333 m
- Old Paddock Creek – 331 m
- Elizabeth Creek – 326 m
- Wall Creek – 307 m
- Reedy Creek – 304 m
- Stake Yard Creek – 297 m
- Heliman Creek – 284 m
- Robertson River – 268 m
- Mosquito Creek – 264 m
- Stockyard Creek – 259 m
- Glenrowan Creek – 255 m
- Spring Creek – 252 m
- Scrubby Creek – 243 m
- Nuggety Creek – 243 m
- Western Creek – 237 m
- McDonald Creek – 225 m
- Log Creek – 219 m
- Lynch Creek – 217 m
- Somerset Creek – 215 m
- Crooked Creek – 212 m
- Pinnacle Creek – 200 m
- Langdon River – 191 m
- Little River – 140 m
- Einasleigh River – 81 m
- Smithburne River – 55 m
- Maxwell Creek – 41 m
- Snake Creek – 10 m
- Hull Creek – 0 m

(Quelle:)

## Klima
Das Klima im Becken des Flusses in tropisch. Die jährlichen Regenmengen liegen im Allgemeinen bei 800 mm, wobei fast der gesamte Regen zwischen Dezember und März fällt. In mehr als 60 % der Jahre fällt zwischen Mai und September gar kein Regen, im August ist dies in über 80 % der Jahre der Fall. Die Regenfälle variieren wegen der großen Unterschiede in den jährlichen Monsunregen und den gelegentlichen Zyklonen allgemein sehr stark: In nassen Jahren, wie 1973/1974 oder 1999/2000, kann die jährliche Regenmenge 1.800 mm erreichen; in trockenen Jahren, in denen fast gar keine Regenzeit stattfindet, wie 1951/1952, waren es im größten Teil des Beckens nur 300 mm.

## Wirtschaft
Weil der Fluss einen viel zu stark wechselnden Wasserstand für die Nutzung der Wasserkraft besitzt und die Böden – meist Eisenerzschüttung oder Kaolinlehme – viel zu unfruchtbar sind, ist das Gilbert-Einasleigh-Flusssystem eines der wenigen völlig unregulierten Flusssysteme dieser Größe in der Welt. Der größte Teil des Beckens besteht aus Grasland, das extensiv für die Viehhaltung genutzt wird, da der Nährwert des Grases sehr gering ist. Die durchschnittliche Bevölkerungsdichte beträgt nur 25 Einwohner/1000 km². Die Böden am Oberlauf sind fruchtbarere, rote Lehmböden, werden aber durch die gelegentlichen Regenfälle zu stark abgetragen, um Getreideanbau zu ermöglichen, obwohl Grundwasser für die Bewässerung zur Verfügung stünde.

## Naturschutz
Die Flussmündung gehört zur Gulf Plains Important Bird Area.